# Алондрас
«Алондрас» (исп. Alondras CF) — испанский профессиональный футбольный клуб из города Кангас в провинции Понтеведра в автономном сообществе Галисия. Основан 1928 году и реорганизован в 1951 году. Играет в Терсере.

## История

### Начало футбола в Кангас-де-Моррасо
Футбол в Кангас-де-Моррасо начали играть примерно в 1908 году, когда молодежь искала любое место для проведения матчей. Из этих молодых людей в 1914 году была создана команда «Кангас ФК», которая проводила свои матчи в Лименсе, и о которой есть упоминание в газете Faro de Vigo от 12 марта 1920 года, по случаю игры в Виго на поле Кайо с командой «Ламарк», которой они проиграли 5:1. Некоторые имена этой команды: Паредес, Хулио, Игнасио, Колон, Ксексо, Сейхо, Лусиано, Петуто, Гонсало, Бермудес, Сервера. В 1922 году эта команда арендовала у городского совета участок земли на песчаной отмели Родейра за 200 песет в год.
Хотя эта команда была самой важной, в составе «Виллы» были и другие команды, такие как: «Лансия ФК», «Тучо ФК», «Унион ФК», «Нумансия», «Сьерра Морена», «Моррасо», «Балеата», «Андуринья», «Сиси ФК», «Йойо ФК» и др.
Со временем поле Ареналь-де-Родейра пришло в негодность, и потребовалось построить новое. Отсутствие поля, проблемы с поиском другого, противостояние между новыми и опытными игроками привели к необходимости создания нового, более сильного клуба, но то, с чем все согласились, столкнулось с проблемой: выбор названия для нового клуба. На каждое название, предложенное игроками-ветеранами, новые игроки отвечали другим. Решение заключалось в том, чтобы сыграть друг с другом в футбольный матч, победители которого назвали бы команду в свою честь, а проигравшие обязались бы уважать это название. В результате спора были выбраны названия: «Las Castigadoras» («Каратели») и «Las Alondras» («Жаворонки»). Эти названия отсылали к двум очень популярным пьесам одной из трупп варьете. Очевидно, что победили сторонники «Las Alondras», так и стал называться новый клуб, который начал свою историю с матча против с «Рекрео Маритимо де Майра» в Моанье 15 мая 1928 года, который он выиграл со счетом 4:3.
Постепенно он теряет артикль «Las» из своего названия и становится «Alondras C.F.», который начинает победный период, что заставляет болельщиков снова быть с командой и потребностью в поле для игры.
Наконец, 6 декабря 1928 года клуб под названием Las Alondras Football Club был создан с разработкой первого регламента и со следующими учредителями: Гуидо Паганини Пикассо, Хосе Перес Баррос, Рамон Оканья Ларрин, Франсиско Фернандес Сервера и Лусиано Баррейро Фернандес. В качестве курьеза можно сказать, что, согласно правилам, несовершеннолетние члены должны были платить ежемесячный взнос в размере 50 центов, действительные члены — 1 песету, а защитные члены — 5 песет.
Из числа членов-учредителей было решено назначить Хосе Переса Барроса первым президентом в истории организации, а Гуидо Паганини Пикассо — первым секретарем.
В течение 1929 года «Алондрас» (артикль «Лас» был удален) провел несколько матчей, которые считались «товарищескими», но всегда были конкурентными, среди которых выделялась победа над «Чосвин» на Балаидосе со счетом 3:2.
21 апреля того же года было торжественно открыто поле Сан-Роке, на котором «Алондрас» сыграл с «Унион Спортинг де Виго». Это событие запомнилось своей красочностью, в нем приняли участие представители всех социальных слоев Кангаса. Матч закончился победой «Алондраса» со счетом 3:2.
Благодаря этим и другим победам и триумфам в различных турнирах «Алондрас» удалось занять место во главе команд, не входящих в федерацию, а значит, попасть в одну из четырех групп, которые в конце июня 1929 года начали играть в чемпионате Галисийской Серии С. Вместе с ними — «Чосвин», «Моанья», «Буэу» и «Белузо». Несмотря на отличную кампанию, чемпионом группы стал «Чосвин», который был переведен в Серию B. Но на сентябрьской ассамблее галийского футбола было решено, что «Моанья» и «Алондрас», учитывая их удачный сезон, будут переведены в третью группу Серии В. В эту группу войдут «Алондрас», «Моанья», «Эспаньол», «Альфонсо XIII» и «Чосвин».
Их дебют в Серии B закончился очень спорным вторым местом, так как «Эспаньол» был сначала дисквалифицирован, а затем признан чемпионом, несмотря на это Федерация решила, что «Эспаньол» и «Алондрас» примут участие в повышении «Лигуилья», в котором «Алондрас» выступил скромно, не сумев завоевать место для повышения.
В 1930 году игроки Пазо и Монтес перешли в «Сельту».
В сезоне 1930/31 «Алондрас» стал чемпионом Серии В и принял участие в повышении в Серию А. Эта лига подавала большие надежды среди кантабрийских болельщиков, но долгожданное повышение не состоялось. Основу команды, которая выиграла чемпионат Серии B и, несмотря на отсутствие повышения, провела отличную кампанию, составили: Бермудес, Игнасио, Мелла, Петуто, Тучо, Мелла, Пери, Минао, Ламас, Марсиаль, Сервера, Лао.
В начале сезона 1931/32 мало кто ставил на «Алондрас», которые находились в сложной ситуации: с одной стороны, многие игроки уходили на профессиональное поприще («Атлетико Мадрид» и «Сельта»), с другой стороны, тот факт, что их не повышали в классе, вызывал спад настроения у игроков и болельщиков. Так, после серии поражений, 4 октября клуб решает покинуть Серию В.
Это означало не что иное, как исчезновение клуба, который смог объединить некоторых своих игроков для участия в благотворительном матче в пользу потерпевшего крушение парохода «Долорес» в ноябре 1931 года, но не смог собрать необходимое количество игроков для участия в другом благотворительном матче, когда в июле 1932 года в Кангасе произошла новая трагедия: крушение парохода «Азанья», в котором погибли 22 моряка из Кангаса.

### Нынешний клуб, Alondras C.F.
В 1951 году группа болельщиков решила создать футбольную команду и решила сохранить название «Alondras», поскольку, согласно уставу, «эта команда была той, которая в другие времена с честью представляла город Кангас во всех соревнованиях, в которых она участвовала».
Эта группа сторонников 11 сентября 1951 года избрала первый совет директоров «Алондрас» в следующем составе:
Президент: Луис Гонсалес Родригес Вице-президент: Марселино Гонсалес Мариньо Секретарь: Хосе Гранья Хиральдес Казначей: Андрес Перес Баррос Бухгалтер: Давид Варела Бастон Члены: Давид Варела Бастон Давид Варела Бастон Члены: Антонио Гальего Фернандес, Луис Балиньо Гарсия и Роман Нуньес Фонтан.
Кроме того, Даниэль Гальего Фернандес и Марсиаль Орейро Фуэнте были назначены инструкторами, а Анхель Монрой Ферраль — ответственным за оборудование.
Перед советом директоров стояла очень сложная задача, поэтому им пришлось принять множество мер, чтобы запустить клуб, призвав всех игроков из Кангаса, арендовать бутсы для первых матчей, обратиться за помощью к торговцам и промышленникам Кангаса и попросить городской совет использовать старый рыбный рынок для штаб-квартиры клуба, чего они не получили. Хорошая реакция всех социальных слоев Кангаса, а также энтузиазм, с которым игроки встретили создание команды, привели к тому, что в очень короткий срок удалось организовать несколько матчей. Основополагающим стало сотрудничество с компанией Massó, которая предоставила свою спортивную площадку. 7 октября 1951 года состоялся презентационный матч «Алондрас» против «Корухо», в котором команда победила со счетом 4:2, благодаря голам Аспеитиа (3) и Тито (1). Состав команды в тот день был следующим: Анхелин, Гальего, Гаспар, Ксоно, Пакито, Марсиаль, Аспеитиа, Тито, Рикардо, Поте и Фелехо. В том же месяце «Алондрас» назначил Бермудеса, бывшего вратаря «Сельты», мадридского «Атлетико» и «Валенсии», тренером первой команды.
Поскольку помещение рыбного рынка недоступно, арендуется первый этаж дома № 10 на улице Ромай. Также было запрошено разрешение у компании Massó на проведение работ на футбольном поле. Как только разрешение было получено, в июле 1952 года начались работы, которые завершились торжественным открытием нового поля Massó 19 марта 1953 года с визитом клуба «Сельта».
Во встрече с болельщиками принимают участие следующие игроки: Гальего, Гаспар, Ксоно, Серейхо, Марсиаль, Анхелин, Аспеитиа, Тито, Рикардо, Поте, Тоникес, Лагоа, Каминья, Лао Каминья, Фандиньо, Тучо.
«Алондрас» начнёт играть свои матчи в лиге чемпионата 2-го дивизиона Серии B, в которой они зарегистрированы в сезоне 1951/52, до 1957 года, когда они получат повышение в Серию А.
В этот период были заложены основы нового этапа развития «Алондраса». Первая молодежная команда была создана в 1953 году и вышла в чемпионат Лиги в своей категории. Первые победы в этой категории были достигнуты в 1955 году, став чемпионами группы под руководством Даниэля Гальего, и повторились в следующем году, на этот раз под руководством бывшего тренера Дэвы.
В течение этого десятилетия «Алондрас» принимал активное участие в общественной жизни города, участвуя в матчах во время Фиесты, чествовании бывших игроков и рождественских акциях для беднейших слоев населения.
Как мы уже упоминали, в 1957 году команда была переведена в Серию А, заняв второе место в Серии В с результатом 9 побед, 3 ничьи и 2 поражения.
Чемпионат Серии А сезона 1957/58 начался 22 декабря и завершился 20 апреля 1958 года; «Алондрас» дебютировал в нем победой над «Расингом де Туи» со счетом 5:2. В итоговом рейтинге команда заняла 4-е место, уступив «Понтеведре» (чемпионы), «Чоко» и «Корухо». В составе «Алондрас» в этой категории дебютировали: Акунья, Баррейро, Валуа I, Беригуэло, Тоникес, Лито, Гарабато, Мариано, Кубалита, Чиме, Сусо Баррейро, Сегундо, Маноло, Пиньейро, Пепиньо, Бланко, Николас, Клаудио Мендес, Сола и Гонсало.
В том году в Кубке Галисии «Алондрас» были уничтожены в первом раунде командой «Ароса».
Сезон 1958/59 начался с их первого участия в любительском чемпионате Галисии, дебют был не очень удачным, так как они проиграли в первом раунде против «Корухо». После скромной кампании в Серии А, где они заняли 5-е место, они заняли второе место в Кубке Галисии, проиграв в финале против «Корухо», с участием: Ковело, Мата, Пиньо, Акунья, Мариано, Каминья, Пако, Вава, Полито, Карето, Валуа II и Заморита.
В этом сезоне молодые игроки Лито и Кубалита принимали участие в различных соревнованиях в составе сборной Галисии. В сезоне 1959/60 «Алондрас» упустил победу в Серии А, проиграв один из последних матчей в Кангасе против «Марин». Однако в том году радость принесла молодежная команда, которая была провозглашена чемпионом группы и вышла в финальную стадию чемпионата Галисии. В том же году Лаго Паганини присоединился к молодежной сборной Галисии.

### Десятилетие 60-х
Десятилетие 60-х, знаменитое по многим причинам, не могло начаться лучше для «Алондрас». Сезон 1960/61 был полон радостей для великой семьи Алондрас. Так, с Хосе Сото Алонсо в качестве тренера, в декабре они заняли второе место среди любителей Галисии, в молодежных командах они снова стали чемпионами группы, получив право участвовать в финальной стадии, и, наконец, в Серии А команда заняла второе место, что дало им доступ к повышению. Чемпионом стал «Коуту де Оренсе», набравший 27 очков, столько же, сколько и «Алондрас», но с лучшим коэффициентом (2,58 у «Коуту де Оренсе» и 2,57 у «Алондрас»).
В стадии повышения, которая разыгрывалась по системе лиг, участвовали «Хувениль да Корунья», «Ареналь де Сантьяго», «Коуту де Оренсе» и «Алондрас». И снова самым сложным соперником был «Коуто де Оренсе». «Алондрас» добился повышения в классе в предпоследнем туре, обыграв «Ареналь де Сантьяго» на поле Массо. В последнем туре они проиграли «Коуто де Оренсе», и эта победа местной команды означала, что они стали чемпионами. Однако цель была достигнута, «Алондрас» начал десятилетие в качестве команды третьего дивизиона. В историю вошли такие имена, как: Ковело, Пиньо, Пазоло, Нуко, Хосе, Антонио, Эррерита, Чондо, Кампаналь, Лито, Эспиньо, Норес, Кубалита, Николас, Лаго Паганини, Берто, Бенито и Мариано.
На собрании членов клуба, состоявшемся 9 июля 1961 года, были приняты важные решения, такие как переизбрание сеньора Луиса Гонсалеса Родригеса на пост президента, создание таблицы почета с именами членов совета директоров, тренеров, игроков и членов клуба, которым удалось поднять клуб до национальной категории, а также установление новых членских и вступительных взносов на новый сезон. Была открыта подписка «Pro-Alondras», направленная в первую очередь на местную промышленность и торговлю, была запрошена муниципальная субсидия и выражена благодарность компании Massó за использование футбольного поля. Собрание также решило, что команда третьего дивизиона должна состоять из игроков-любителей, учитывая шаткое положение клуба.
В том же году было решено создать новую команду, «Алондрас В», которая была зарегистрирована в скромной категории района Понтеведра. Целью этой команды была подготовка тех игроков, которые считались «зелеными» для игры в третьем дивизионе.
Их дебют в третьем дивизионе состоялся 3 сентября 1961 года, против «Клуб Турист» на поле Массо, с результатом в один гол. Сезон завершился десятым местом среди 16 команд, которое можно считать скромным, хотя и положительным, так как они избежали понижения в классе, столь тревожного при переходе в более высокую категорию.
И участие в любительском чемпионате Галисии (выбыл с первой попытки), и в Кубке Галисии было хорошим, хотя все воспринималось как должное, ведь важным был дебют в третьем дивизионе.
В этом 1962 году происходит важный для общества факт: 11 апреля подает в отставку безвозвратно президент Луис Гонсалес Родригес, который после одиннадцати лет пребывания на этом посту считает, что настал подходящий момент для его ухода. Луис Эрнандес Альварес временно исполняет обязанности президента до проведения Генеральной ассамблеи по выборам нового президента, которая состоится 1 мая, и на этот пост будет избран Мануэль Лагоа Баррос.
В последующие годы «Алондрас» продолжал участвовать в любительском чемпионате Галисии, Кубке Галисии и, конечно, в третьем дивизионе, вплоть до сезона 1965/66, когда произошел ряд важных событий. С одной стороны, им удалось остаться в третьем дивизионе — немаловажный факт, если учесть, что сезон был насыщен матчами. На поле Массо состоялся и первый международный матч, в котором «Алондрас» играл против «Спорт Клуб Вианенсе». С другой стороны, «Алондрас» стал чемпионом Галисии среди любителей — первый титул в истории клуба, к которому он стремился с 1958 года. Этот титул был завоеван после последовательных побед над «Буэу», «Вилановой», «Сильвой» и в финале над «Эспаньол де ла Корунья». Этот финал был сыгран 27 ноября и 7 декабря. В первом матче победу одержал «Эспаньол» со счетом 2:1. Ожидалось, что вторая игра будет конкурентной, но, напротив, «Алондрас» в отличном матче обыграл «Эспаньол» со счетом 8:0.
Этот чемпионат был отмечен в Кангасе с размахом, городской совет устроил прием для команды «Алондрас».
Став чемпионами Галисии, «Алондрас» приняли участие в чемпионате Испании среди любителей, где сыграли вничью с «Реал Хихоном», который победил в плей-офф со счетом 3:2. В этом чемпионате участвовали: Фонсо, Видаль, Сангабриэль, Рубио, Хосе Антонио, Лито, Каэйро, Пазоло, Мермериас, Рафаэль, Горис, Лаго Паганини, Карлитос, Эспиньо II, Хосе Луис, Модроньо, Сантьяго, Эспиньо I, Роксо, Диего, Норес, Ранчо, Тито, Луис, Фернандо, Эрнандес.
Сезон 1967/68 стал одним из самых сложных в истории «Алондраса». Увеличение дефицита клуба, долг вырос до 300 000 песет, а также срочное требование компании Massó вернуть игровые поля, так как они были необходимы ей для ведения производственной деятельности, означало, что клуб провел сезон в поисках решения экономической проблемы. Так, члены совета директоров гарантировали получение кредита от Caixa Vigo, а также обращались за помощью в различные промышленные и торговые организации Кангаса. Как бы то ни было, сезон закончился отставкой совета директоров и созывом общего собрания членов. В том году «Алондрас» занял 8-е место в третьем дивизионе.
Летом 1968 года в руководстве клуба произошла новая смена: его возглавил Антонио Веллозо Ромеро, которому пришлось столкнуться с первой угрозой возможного выселения с поля Массо. В конце концов, срок был продлен, и новый совет директоров начал предпринимать шаги по поиску нового поля для «Алондрас».
В сезоне 1968/69 в третьем дивизионе появилось несколько новшеств, которые сделали его более привлекательным для болельщиков: с одной стороны, соревнования были расширены до 20 команд, а с другой — астурийские команды были включены в группу. Недостатком этого стало увеличение расходов на поездки. Из-за расширения календаря в Кубке Галисии никто не участвовал.
В сезоне 1969/70 «Алондрас» впервые принял участие в Кубок де С. Э. Эль Хенералисимо, в котором сыграл с «Какабеленсе» в двух матчах и выиграл по сумме двух встреч со счетом 2:1. Этот сезон ожидался сложным, так как новая реструктуризация третьего дивизиона подразумевала, что вылет коснется 12 команд. «Алондрас», будучи скромным клубом, оказался одним из самых пострадавших от реструктуризации. В этом сезоне в команде играли: Солиньо, Сусо, Пачучо, Сангабриэль, Видаль, Пазоло, Куин, Санроман, Томе, Мартинес, Дель Рио, Рубио, Мигель Анхель, Капела, Хосе Луис, Элой, Питер, Сантоме, Чиме, Нуньес, Монтеро, Вальдо, Мигель, Тонито, Абало и Нандо.
Таким образом, спустя девять лет они вернулись в региональную Серию А.
Стоит отметить, что в этом году был создан «Кангес», как дочерняя команда и добился большой популярности за время своего недолгого существования. В этом сезоне они стали чемпионами турнира «Риа де Понтеведра» и представляли в любительском чемпионате Галисии, хотя им не повезло, так как они быстро выбыли из борьбы.

### 1970-е годы
В сезоне 1970/71 «Алондрас» выступал в Серии А, в лиге, состоящей из двадцати команд, в которой после очень многообещающего старта, занял 4-е место.
Но этот сезон стал кульминацией одной из мечт Алондристас — строительства нового футбольного поля. Как мы уже упоминали, компания Massó попросила вернуть ей поле, поэтому первой задачей Совета директоров под председательством Антонио Веллозо Ромеро было предпринять необходимые шаги для приобретения участка земли, на котором можно было бы разместить футбольное поле. С апреля 1969 года, когда потребность в земле была впервые озвучена на собрании членов клуба и стало известно, где она может быть расположена, было предпринято множество шагов для достижения этой цели. Так, клуб пытался получить авансы от членов, компания Massó сотрудничала со 100 000 песет, поддерживались контакты с Испанской федерацией футбола. Все это привело к приобретению 10 210 м² в Ромариго, что вместе с еще 620 м², пожертвованными болельщиками и директорами, позволило получить площадь, необходимую для строительства поля. Чтобы иметь возможность приступить ко второму этапу работ, а нехватка денег была очевидна, в июле 1970 года был организован товарищеский матч по строительству нового поля, в котором приняли участие известные футболисты, отдыхавшие здесь. Среди участников можно выделить таких известных личностей, как Пейро, Уфарте, Сантос, Ролдан, Тучо де ла Торре, Мигель Анхель, Де ла Фуэнте, Сито, Саморита, Вильяр, Лас Херас, Ибаррече.
После многих взлетов и падений 19 марта 1971 года поле Кампу-ду-Моррасо было торжественно открыто. Это событие стало большим общественным событием в Кангасе, в котором приняли участие провинциальные и местные власти, вспомогательный архиепископ Сантьяго. В спортивном плане «Алондрас», усиленный Матеосом, Джонсом и Пейро, встретился со «Спортингом Салгейро» из 2-го португальского дивизиона. Победу одержали португальцы со счетом 3:1. Состав «Алондраса»: Сальнес, Куин, Чиме, Хосе Луис, Пазоло, Видаль, Мартинес, Матеос, Джонс, Пейро и Дель Рио, в составе которых во время матча играли: Рока, Хосе Эдуардо, Костас, Мигель Анхель, Пардавила и Кабрал.
В последующих сезонах «Алондрас» продолжал чередовать участие в Серии А с любительским чемпионатом Галисии.
В сезоне 1972/73 «Алондрас» во второй раз стал чемпионом Галисии среди любителей. Это чемпионство было достигнуто после последовательных побед над командами «Буэу», «Атлетико Понтеведрес», «Сан-Мартин», «Портоново» (в том числе в плей-офф), «Каселас» и «Пайосако», с которыми они встретились в двухраундовом финале. В первом матче, состоявшемся 6 января, «Алондрас» проиграли 1:0 в Ла-Корунье, а во втором матче в Кангасе одержали победу со счетом 5:0, которая запомнилась многим болельщикам самоотверженной работой команды из Кангаса в непогоду.
Эта победа дала им возможность принять участие в чемпионате Испании, турнире, в котором они дебютировали против «Культур и Депортива Леонеса», чья любительская команда включает игроков с опытом игры во 2-м дивизионе; несмотря на поражение 2:1 в Леоне, «Алондрас» удалось одолеть их в Кампу-Моррасо со счетом 1:0, который был коротким, но достаточным из-за двойного значения голов, забитых на половине поля соперника. Следующим соперником станет баскская команда «Эрандио», которой придется играть первый матч в Бильбао; в этом выбывании несчастье настигло команду в виде неудачной поездки, так как игроки прибыли на поле за полчаса до начала матча и потерпели поражение со счетом 4:0, что оставляет выбывание приговоренным. В ответном матче, несмотря на все усилия, «Алондрас» снова уступил, на этот раз со счетом 0:3.
В этом сезоне Хосе Луис Альварес был тренером и имел большой состав, состоящий из: Касимиро, Хосе Луис, Пучо, Пазоло, Зоко, Карбальо, Карбальо II, Дель Рио, Лаго, Лагоа, Абало, Лито I, Ариета, Роа, Мигель Анхель, Дучо, Тано, Чиме, Пихуан, Рикардо, Мелья, Кабрал, Питер, Рей, Гальего I, Гальего II, Барсия, Хуан, Кино I, Кино II, Паредес, Сусо, Блач, Кало, Аполинар, Пиньейро I, Пиньейро II и Вилас.
На следующий год в том же соревновании они смогли дойти только до полуфинала, где были уничтожены «Каселасом».
В сезоне 1976/77 годов они вновь завоевали титул чемпиона Галисии среди любителей. В этот раз они последовательно обыграли «Буэу», «Аркаду», «Атлетико Понтеведрес», «Портоново», «Бойро» и «Верин», а затем встретились в финале с «Эстейраной», выиграв первый матч в Кангасе со счетом 4:2.

### 90-е годы и XXI век
С приходом Луиса Гимеранса на пост президента в 1996 году началось новое возрождение клуба. После тяжелых лет, проведенных в региональной лиге, клуб добился повышения в третий дивизион. в сезоне 1997/98, заняв второе место в регулярном чемпионате и победив «Понтенову» в плей-офф за повышение. В первом матче команда из Кангаса сыграла вничью 2:2 с командой из Луго, а затем выиграла 2:1 в Моррасо.
В сезоне 2001/02 им впервые удалось сыграть на стадии повышения во Второй дивизион B, и это событие они повторят еще четыре раза. В том сезоне они попали в группу с тремя другими командами («Мостолес», «Авила» и «Сьеро», в которой только первая команда получила повышение, а они заняли второе место.
В сезоне 2005/06 они повторили этот опыт, встретившись с Реал Мадридом C в формате нокаута и проиграв в первом раунде. После поражения 1:2 в Моррасо, «Алондрас» сыграл вничью с недостаточным счетом 0:0 на Сьюдад Депортива де Вальдебебас.
В сезоне 2011/12, после того как команда заняла второе место в Третьем дивизионе, ее соперником в первом раунде стал Кантабрийский «Кайон». В первом матче команда из Кантабрии уступила со счетом 1:0, а через семь дней в Кангасе добилась победы со счетом 2:0. Во втором раунде соперником стала резервная команда «Расинг Сантандер». После поражения со счетом 1:0 в Эль-Сардинеро, второй матч был завершен вничью 0:0 в Моррасо, что вывело команду из плей-офф.
В сезоне 2017/18, после реструктуризации состава и вопреки всему, «Алондрас» финишировал на четвертой позиции, что дало им возможность сыграть в новом этапе продвижения. Жеребьевка свела красно-белых с «ЮП Лангрео». Первый матч закончился с убедительным счетом 0:3 в пользу астурийцев, что оказалось слишком тяжелым бременем для «Алондрас», которые даже смогли сравнять счет на Эль Нуэво Гансабале, но уступили в дополнительное время, выиграв с недостаточным счетом 2:3.
Сезон 2018/19 начался с проекта преемственности, который второй сезон подряд возглавляет Антонио Фернандес. После неуверенного начала чемпионата команда Кангеса сумела отскочить и занять четвертое место. Первым соперником в плей-офф за повышение в классе стала команда «Менсахеро» с Канарских островов, которую они обыграли 1:0 в Моррасо и с которой сыграли вничью 1:1 на стадионе Сильвестре Каррильо на острове Ла-Пальма. Во втором раунде они сыграли с «Португалете», чемпионом Басков. В этом случае «Алондрас» пришлось отыгрываться со счета 1:2 в первом матче в Кангасе, но после ничьей 1:1 в Португалете сделать это не удалось.
Сезон 2019/20 начнется со смены тренера. После того как Антонио Фернандес не стал продлевать контракт в поисках лучших спортивных целей, клуб решил выбрать местного жителя, Альберто Фернандеса Вальядареса, более известного как Перейра. Тренер уже был знаком с клубом, так как в прошлом сезоне он до конца года тренировал молодежную команду, которая после 4 лет пребывания в элите национального молодежного футбола проиграла в División de Honor. Со сменой тренера команду покинули такие важные игроки, как Чампи, Яхве, Йелко и Айтор Диаз. В связи с тем, что сезон закончился поздно из-за плей-офф, у команды было мало времени для подписания игроков, особенно в полузащите. Эти проблемы привели к тому, что команда начала сезон довольно нестабильно. После серии неудачных результатов в конце первой половины сезона клуб решил, что кредит доверия к Перейре исчерпан и что команде нужны перемены на скамейке запасных. На замену Перейре был выбран тандем в составе Хорхе Отеро и Фонси Вальверде, который дебютировал с победой. После прихода Отеро команде удалось стать немного компактнее и отдалиться от опасной зоны, набрав 11 очков из 21 возможных при тренере никранеса. После перерыва на COVID-19 клуб принял решение, что Хорхе Отеро и Фонси Вальверде будут руководить командой в сезоне 2020/21.
В начале летнего трансферного окна в клубе начались перестановки. Были подписаны вратарь Аюб, игрок молодежного состава Алекс Фернандес, уроженец Виго Хави, полузащитник Пичу и нападающие Аарон Паредес, Карлос Кора и Ричи Пазос. Среди этих уходов был и уход игрока молодежного состава Абеля, который покинул клуб после 7 сезонов, перейдя в «Бергантиньос». Учитывая отъезд, клуб быстро перестроился и сделал несколько хороших приобретений. Среди них — возвращение двух ветеранов, таких как Айтор Диас и Яхве Прието, которые уже носили красно-белую футболку. Кроме того, в клуб вернулись еще два игрока, в данном случае из молодежной академии: правый защитник Диего Родригес из «Белусо» и нападающий Адриан «Фири» Фрейре из «Рапидо де Бузас». Клуб завершил список приобретений двумя известными полузащитниками — Ману и Серхио Сантосом из «Селтиги» и «Чоко» соответственно. Для пополнения состава Хорхе Отеро взял на предсезонку несколько молодых игроков. Благодаря их хорошим выступлениям центральный защитник Брейс и нападающий Миллан убедили тренера. Для этого нетипичного сезона тренер хотел иметь большой состав, и еще три игрока, которые были на просмотре во время предсезонки, получили согласие тренера на подписание, в данном случае это были защитник Дарио, полузащитник Качеда и нападающий Ману Гарсия, которые играли за молодежную команду в предыдущих сезонах.
Команда Отеро и Фонси взяла хороший старт, выдав серию побед и ничьих, и оставалась непобежденной до 10-го тура, когда проиграла 3:1 «Эстраденсе». Вскоре команда поднялась на верхние строчки вместе с «Арентейро» и «Аросой», и мало что изменила по ходу чемпионата. Команда также пострадала от пандемии COVID-19, в результате чего ей пришлось дважды почти подряд лечиться от разных заболеваний. Несмотря на это, команда не пострадала и сумела сохранить 3-е место в подгруппе B с 37 очками, уступив «Аросе» и «Арентейро». Третье место на первом этапе в подгруппе B обеспечило «Алондрас» место во втором дивизионе и возможность побороться в подгруппе C за прямое повышение в классе с «Сомосасом», «Аросой», «Полворином», «Арентейрой» и «Бергантиньосом».
В группе прямого продвижения команда Отеро заняла шестое место, что заставило ее пройти долгий путь на стадии продвижения, преодолев 3 раунда. Алондрасу не повезло: гол от «Эстраденсе» в компенсированное время выбил команду из плей-офф. Так закончился великолепный сезон, который не смог завершиться наилучшим образом и оставил у болельщиков неприятные впечатления.
Сезон 2021/22 «Алондрас» начал с глубокого обновления как состава, так и тренерского штаба. Отеро и Вальверде покинули команду, а «Алондрас», после глубоких поисков на рынке, сумел нанять Хосе Тизона в качестве тренера. Что касается игроков, то ушли такие важные игроки, как Яхве, Иван Перес, Браис Мартинес и Луисми, а клуб сделал выбор в пользу молодых игроков и провел масштабное обновление раздевалки. Сезон начался для красно-белых весьма многообещающе — в споре за Кубок испанской федерации «алондристас» сумели оставить в финале такие большие команды, как «Понтеведра», Оуренсе", «Рапидо де Бузас» и «Сомасос». В плей-офф команде Тизона улыбнулась удача, которая не сопутствовала им в прошлом сезоне: во всех встречах плей-офф (кроме финальной) им удалось выйти в следующий раунд с пенальти после ничьей в течение 120 минут. В финале их ждал «Сомосас», отличный кандидат на повышение в классе в регулярном сезоне (что и подтвердилось впоследствии), но «Алондрас» смог провести отличный матч, доминировать над командой из Ферроля и в итоге победить в дополнительное время благодаря отличному голу Хесуса Варелы. Таким образом, «Алондрас» завоевал свой первый титул обладателя Кубка испанской федерации и, что еще важнее, квалифицировался в национальную стадию турнира, которая в случае успеха принесет ему приз — участие в Кубке Испании в течение сезона.
Неудачное приключение «Алондрас» в Кубке испанской федерации закончилось в первом же раунде. Жеребьевка национального этапа свела их с «Лейоа» из группы басков. Многочисленные неявки из-за длительного переезда в течение недели истощили состав красно-белых, и команда уступила в первом же раунде со счетом 1:0. В ходе регулярного чемпионата команда под руководством Хосе Тизона так и не смогла добиться успеха, и, за исключением удачной игры в ноябре-декабре, она постоянно занимала место в нижней половине таблицы. В феврале, после неудачного выступления, клуб опустился в зону вылета и принял решение отказаться от услуг Тизона и нанять нового тренера. В данном случае им стал Хосе Антонио Родригес, который уже дважды тренировал команду «Алондрас А». С тренером из Оренсе команда стала более компактной в обороне и, прежде всего, в атаке и, наконец, смогла сохранить категорию.

## Форма
- Домашняя форма: красно-белая футболка с вертикальными полосками, темно-синие брюки и красные носки.
- Выездная форма: темно-синяя футболка, красные брюки и синие носки.

## Стадион
Стадион «Кампу-ду-Моррасо», принадлежащий футбольному клубу «Алондрас» и недавно реформирован, является местом, где клуб проводит свои домашние матчи с 19 марта 1971 года.

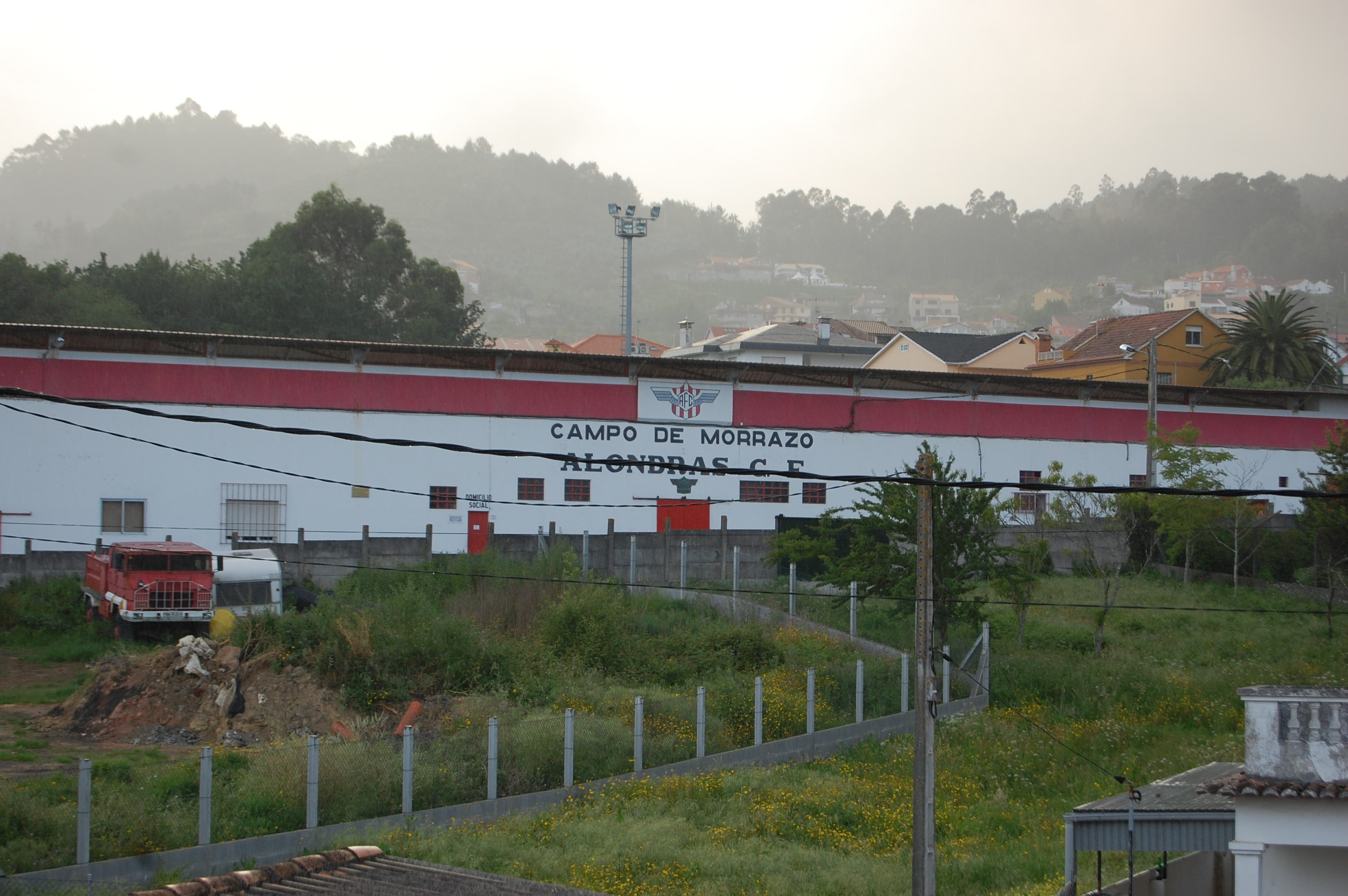
Вид на стадион с окрестностей

## Маскот
Талисман команды — рыба по имени «О Сардиньон».

## История выступлений
| Сезон   | Дивизион   | Место |
| ------- | ---------- | ----- |
| 1957/58 | Серия А    | 5-е   |
| 1958/59 | Серия А    | 4-е   |
| 1959/60 | Серия А    | 4-е   |
| 1960/61 | Серия А    | 2-е   |
| 1961/62 | Терсера    | 10-е  |
| 1962/63 | Терсера    | 5-е   |
| 1963/64 | Терсера    | 10-е  |
| 1964/65 | Терсера    | 6-е   |
| 1965/66 | Терсера    | 12-е  |
| 1966/67 | Терсера    | 14-е  |
| 1967/68 | Терсера    | 8-е   |
| 1968/69 | Терсера    | 15-е  |
| 1969/70 | Терсера    | 18-е  |
| 1970/71 | Серия А    | 4-е   |
| 1971/72 | Серия А    | 6-е   |
| 1972/73 | Серия А    | 8-е   |
| 1973/74 | Серия А    | 11-е  |
| 1974/75 | Серия А    | 8-е   |
| 1975/76 | Серия А    | 6-е   |
| 1976/77 | Серия А    | 13-е  |
| 1977/78 | Серия А    | 1-е   |
| 1978/79 | Терсера    | 7-е   |
| 1979/80 | Терсера    | 5-е   |
| 1980/81 | Терсера    | 4-е   |
| 1981/82 | Терсера    | 10-е  |
| 1982/83 | Терсера    | 8-е   |
| 1983/84 | Терсера    | 16-е  |
| 1984/85 | Терсера    | 15-е  |
| 1985/86 | Терсера    | 7-е   |
| 1986/87 | Терсера    | 12-е  |
| 1987/88 | Терсера    | 13-е  |
| 1988/89 | Терсера    | 7-е   |
| 1989/90 | Преференте | 1-е   |
| 1990/91 | Терсера    | 16-е  |
| 1991/92 | Терсера    | 17-е  |
| 1992/93 | Преференте | 2-е   |
| 1993/94 | Преференте | 11-е  |
| 1994/95 | Преференте | 5-е   |
| 1995/96 | Преференте | 12-е  |
| 1996/97 | Преференте | 3-е   |
| 1997/98 | Преференте | 2-е   |
| 1998/99 | Терсера    | 14-е  |
| 1999/00 | Терсера    | 10-е  |
| 2000/01 | Терсера    | 5-е   |
| 2001/02 | Терсера    | 2-е   |
| 2002/03 | Терсера    | 17-е  |
| 2003/04 | Преференте | 2-е   |
| 2004/05 | Терсера    | 13-е  |
| 2005/06 | Терсера    | 4-е   |
| 2006/07 | Терсера    | 9-е   |
| 2007/08 | Терсера    | 7-е   |
| 2008/09 | Терсера    | 10-е  |
| 2009/10 | Терсера    | 6-е   |
| 2010/11 | Терсера    | 6-е   |
| 2011/12 | Терсера    | 2-е   |
| 2012/13 | Терсера    | 9-е   |
| 2013/14 | Терсера    | 12-е  |
| 2014/15 | Терсера    | 8-е   |
| 2015/16 | Терсера    | 7-е   |
| 2016/17 | Терсера    | 14-е  |
| 2017/18 | Терсера    | 4-е   |
| 2018/19 | Терсера    | 4-е   |
| 2019/20 | Терсера    | 16-е  |
| 2020/21 | Терсера    | 3-е   |
| 2021/22 | Терсера    | 9-е   |
| 2022/23 | Терсера    | 6-е   |
| 2023/24 | Терсера    | 11-е  |

## Достижения
- Второе место в третьем дивизионе Испании[англ.]* (2): 2001/02[англ.] и 2011/12[англ.]
- Преференте/Серия А[исп.] (2): 1977/78 и 1989/90.
- Любительский чемпионат Галисии[галис.] (3): 1965/66, 1972/73 и 1976/77.
- Кубок Совета Понтеведры (1): 2007/08.
- Кубок испанской федерации[англ.] (1): 2021/22.

## Президенты
| Период     | Президент                     |
| ---------- | ----------------------------- |
| 1928       | Хосе Перес Баррос             |
| 1929       | Эдуардо Гойанес/Хуан Родаль   |
| 1929-1932  | Висенте Родригес              |
| 1951-1962  | Луис Гонсалес Родригес        |
| 1962-1964  | Мануэль Лагоа Баррос          |
| 1964-1965  | Рекаредо Рефохос Солиньо      |
| 1965-1967  | Фернандо Бубета Конс          |
| 1967-1968  | Аполинар Мартинес Энтенса     |
| 1968-1979  | Антонио Веллосо Ромеро        |
| 1979-1980  | Рафель Оливейра Гранья        |
| 1980-1981  | Рафель Оливейра/Эдуардо Лопес |
| 1981-1987  | Антонио Веллозо Ромеро        |
| 1987-1990  | Армандо Альварес Альварес     |
| 1990-1991  | Хайме Торрес Васкес           |
| 1991-1992  | Хайме Торрес/Агустин Поусада  |
| 1992-1996  | Агустин Поусада Баррейро.     |
| 1996-2023  | Луис Гимеранс Курра           |
| 2023-н. в. | Рафаэль Оутейрал Гранья       |